# Bae Shin-young
Đây là một tên người Triều Tiên, họ là Bae.
Bae Shin-young (tiếng Hàn: 배신영; sinh ngày 11 tháng 6 năm 1992) là một cầu thủ bóng đá Hàn Quốc thi đấu ở vị trí tiền vệ chạy cánh cho Suwon FC ở K League 2.

## Sự nghiệp
Anh ký hợp đồng với đội bóng ở K League Challenge Suwon FC vào tháng 1 năm 2015.